# アナログ・コネクション
『アナログ・コネクション』は、2014年10月3日からラジオ関西で金曜夕方に生放送されている音楽番組である。
ラジオ関西は古くから、洋楽を中心とした音楽番組を数多く制作しているが、この番組では、近年コンパクトディスク（CD）やiTunesなどのデジタル配信の普及などで淘汰の一途をたどりつつあるアナログのレコード盤にスポットを当て、全編を通してラジオ関西のレコードルームに保管されている10万枚余のアナログレコード盤のみを使い、主に1980年代までの洋楽、邦楽（主にロック、フォーク、ニューミュージックなど）を中心としたポピュラー音楽を楽しむ。但し邦楽は基本的に毎週1曲、洋楽に影響を与えた楽曲、ないしはカバー楽曲は必ず流れるが、番組の性質上、それ以外の邦楽・歌謡曲・演歌が流れることはきわめてまれであり、ほとんどは洋楽が中心である。
なお、リクエストの選曲に当たっては、放送後約1年程度はできる限り重複を避けるようにしており、リスナーはホームページの選曲リストなどを検索したうえでリクエストするように呼び掛けている。

## ディスクジョッキー
- 田中まこ（神戸フィルムオフィス顧問、ジャパン・フィルムコミッション理事長、ひょうごロケ支援Net会長
  - 2024年11月29日は田中が体調不良のため『Clip』月曜日パーソナリティのタケモトコウジが担当した。

## コーナー

### 放送中のもの
- リクエスト

#### 18時台
- Sweet Seasons - 季節や記念日を選んでテーマに沿った曲をかけている。歌詞の内容を紹介。
- Yesterday Once More - 過去のビルボードのトップ10を紹介し、その中から3曲をかけている。
- Friday Night Fever - ディスコ・ナンバーを紹介するコーナー。リスナーのリクエストから選曲。

#### 19時台
- A面・B面一気にオンエア（シーズン2・3） - あるアルバムの楽曲を取り上げ、週によってA面かB面のどちらか片方の全楽曲を放送する。
- ゲストコーナー → Shinny Happy People（不定期） - コーナー名はシーズン3で制定。ゲストコーナーのない日には上記「A面・B面」を実施する。
- 月イチタワーレコード - タワーレコード梅田店のスタッフが登場して、同店オススメのアナログ盤や最新譜を紹介する。原則としてその月最初の放送の19時台に行う。（2019年4月以降）
- Music Information - 洋楽のアーティストのライブ情報や新譜情報を紹介。

#### 20時台
- 2019年4月以降は原則オールリクエストタイムだが、まれにゲストコーナーが入る場合もある。

### 過去に放送されたもの
- アナログタイムトリップ（シーズン1） - ある年度に特定した特集。
- シネマ&ミュージック - 映画音楽を特集。特にシーズン2では神戸・阪神間を舞台にした映画とそれにまつわる映画音楽を流していた。
- あれもカバー・これもカバー（シーズン1） → J-ROCK インスピレーション（シーズン2） - シーズン1では洋楽を邦楽にカバーしたもの、シーズン2では邦楽を洋楽にカバーしたもの、ないしは邦楽から影響を受けて製作された洋楽の作品を、それぞれ原曲と聞き比べていた。
- スターメモリーズ（シーズン1） → アーチスト・コネクション（シーズン2） - ある歌手・音楽家に特定した特集。
- 今週の誕生日アーチスト（シーズン2） - 放送される週に誕生日を迎える音楽家・歌手の楽曲を取り上げていた。
- なつかしの日本デビュー（シーズン2） - 洋楽など外国のアーチストの、日本で最初に発売・リリースされた楽曲を取り上げていた。
- レア・ビートルズ（シーズン2） - ザ・ビートルズのあまり知られていない楽曲を取り上げていた。
- Rock of Ages （シーズン3） - 50年代・60年代・70年代・80年代の中から1つの時代をピックアップ。こちらも毎回特集する音楽のテーマを決め、当時の音楽の特徴と代表的な曲を紹介。

## 放送時間
いずれも日本標準時。シーズン4までは年度下半期のナイターオフ限定番組であったが、2018年からはナイターインにも『ラジオ関西ジャイアンツナイター』が放送されない日の番組として放送されている。
- シーズン1 金曜 19:00 - 21:00 （2014年10月3日 - 2015年3月20日）
- シーズン2 金曜 17:55 - 20:00 （2015年10月2日 - 2016年3月下旬[いつ?]）
- シーズン3 金曜 18:00 - 20:00 （2016年10月7日 - 2017年3月下旬[いつ?]）
- シーズン4 金曜 18:00 - 20:00 （2017年10月6日 - 2018年3月23日）
- シーズン5 金曜 18:00 - 21:00 （2018年4月6日 - 9月28日）[2]
- シーズン6 金曜 19:00 - 21:00 （2018年10月5日 - 2019年3月29日）
- シーズン7 金曜 18:00 - 21:00 （2019年4月5日 - 9月27日）[2][3]
- シーズン8 金曜 18:00 - 20:00 （2019年10月4日 - 2020年3月27日）
- シーズン9 金曜 18:00 - 20:30 （2020年4月3日 - 10月9日）[2]
- シーズン10 金曜 18:00 - 20:30（2020年10月23日 - 2021年3月19日）
- シーズン11 金曜 18:00 - 20:30（2021年4月9日 - 9月3日）[2]
- シーズン12 金曜 18:00 - 20:00（2021年10月8日 - 2022年3月18日）
- シーズン13 金曜 18:00 - 20:30（2022年4月15日 - 9月30日予定）[2]ラジオ日本へもネット[4][5]
- シーズン14 金曜 18:00 - 20:30（2022年10月7日 - 2023年3月24日）ラジオ日本・岐阜放送[6]へもネット
- シーズン15 金曜 18:00 - 20:30（2023年4月7日 - ）[2]ラジオ日本・岐阜放送へもネット

- - ラジオ日本でのネットは2025年3月で打ち切りとなった。